# Лапи-Плюсняки
Лапи-Плюсняки (пол. Łapy-Pluśniaki) — село в Польщі, у гміні Лапи Білостоцького повіту Підляського воєводства.
Населення — 133 особи (2011).
У 1975-1998 роках село належало до Білостоцького воєводства.

## Демографія
Демографічна структура станом на 31 березня 2011 року:
|          | Загалом | Допрацездатний вік | Працездатний вік | Постпрацездатний вік |
| -------- | ------- | ------------------ | ---------------- | -------------------- |
| Чоловіки | 67      | 12                 | 44               | 11                   |
| Жінки    | 66      | 11                 | 35               | 20                   |
| Разом    | 133     | 23                 | 79               | 31                   |